# Ramt i natten
Ramt i natten è l'album di debutto della cantante faroese Lizzie, pubblicato l'11 febbraio 2008 su etichetta discografica Universal Music Denmark.

## Tracce
1. Bli' her – 4:35
2. Dans med mig – 3:22
3. Ramt i natten – 3:29
4. Alt det jeg er – 3:08
5. I morgen – 3:44
6. Ring mig op – 3:13
7. Hvorfor valgte du mig – 3:38
8. Hvad vil du gøre – 4:43
9. Tænker på dig – 3:39
10. Blow Up! – 3:16
11. Hvar er det du vil ha' – 4:23
12. Velkommen – 3:40

## Classifiche
| Classifica (2008) | Posizione massima |
| ----------------- | ----------------- |
| Danimarca         | 5                 |